# Perry Quak
Pieter Cornelis ('Perry') Quak is een Nederlandse strafrechter. Hij werkte van 1994 tot en met 2010 bij het openbaar ministerie als officier van justitie en advocaat-generaal. Vanaf 1 januari 2016 tot 1 januari 2021 was hij voorzitter van de militaire kamer in de rechtbank Gelderland. Tussen 1 januari 2021 en 1 januari 2022 maakte hij tijdelijk deel uit van de Belastingkamer in Arnhem. Sinds 1 januari 2022 werkt hij als senior rechter in de rechtbank Midden-Nederland te Utrecht.  
Hij studeerde van 1982 tot en met 1987 rechten (civiel recht en internationaal recht) aan de Vrije Universiteit in Amsterdam en haalde later een graad als Master of Public Administration (MPA) aan de Nederlandse School voor Openbaar Bestuur. In 1985 en 1986 was hij voorzitter van de landelijke studentenorganisatie ISO. Na de vervulling van de militaire dienstplicht als reserveofficier bij de Militair Juridische Dienst van de Koninklijke Landmacht was hij van 1989 tot medio 1994 rechterlijk ambtenaar in opleiding (raio) in Arnhem en Zutphen. Van 1994 tot 1998 was hij officier van justitie in Almelo, waar hij onder meer betrokken was bij het Jeugdwerkinrichting-experiment ofwel het 'Lubberskampement'. In 1998 werd hij Landelijk officier van justitie bij het Landelijk Parket (toen nog geheten 'LBOM': Landelijk Bureau Openbaar Ministerie) in Rotterdam met als portefeuilles de grensoverschrijdende financiële criminaliteit en witwasbestrijding ('LOvJ-MOT'). Hij gaf daartoe leiding aan de onderzoeken van het Landelijk Recherche Team (LRT).  
Internationaal is Quak actief geweest voor onder meer de International Association of Prosecutors (IAP), European Judicial Training Network (EJTN), United Nations Development Programme (onder meer voor het UNDP POGAR "Rule of Law"-project) en de Europese Unie (diverse twinning projects). In 2009 initieerde hij samen met toenmalig minister van justitie Santokhi het Surinaams Forensisch Instituut. Hij is alumnus van het IVLP-programma van de Verenigde Staten van Amerika.
Medio 2010 is hij vanuit het openbaar ministerie overgestapt naar de zittende magistratuur in de rechtbank Arnhem. Sedertdien fungeerde hij als voorzitter van een van de Arnhemse strafkamers.  
Daarnaast trad Quak op als docent straf- en strafprocesrecht, vanaf 1998 bij de Rechercheschool in Apeldoorn en vanaf 2003 bij Studiecentrum Rechtspleging (SSR), de Academie voor de Rechtspraktijk en het Instituut voor Juridische Opleidingen.